# 雜色海龍
雜色海龍（学名：Syngnathus variegatus），為輻鰭魚綱棘背魚目海龍魚科海龍屬的其中一種，該物種於1814年由彼得·西蒙·帕拉斯描述，分布於黑海及亞速海海域，棲息在泥底質的海域，卵胎生。